# Pilar Bardem
Pour les articles homonymes, voir Bardem.
Pilar Bardem est une actrice espagnole née le 14 mars 1939 à Séville et morte le 17 juillet 2021 à Madrid, d'un cancer du poumon.

## Biographie
Pilar Bardem grandit dans l'Espagne franquiste. Actrice de théâtre, elle décroche des rôles dans des productions télévisées à partir des années 1970.
L'actrice commence sa carrière cinématographique en tenant de petits rôles. Au cours des années 1970 et 1980, elle tourne dans plusieurs comédies de Mariano Ozores. Elle reçoit le prix Goya de la meilleure actrice dans un second rôle en 1996 pour son rôle dans Personne ne parlera de nous quand nous serons mortes (Nadie hablará de nosotras cuando hayamos muerto) du réalisateur Agustín Díaz Yanes. Par la suite, elle tient des seconds rôles, notamment dans Airbag de Juanma Bajo Ulloa (es), En chair et en os (Carne trémula) de Pedro Almodóvar et 20 centimètres (20 centímetros) de Ramón Salazar. En 2004, elle interprète la philosophe María Zambrano dans María querida de José Luis García Sánchez. Pour ce rôle, Bardem est nommée au Premio Goya de la meilleure actrice et remporte le prix de la meilleure actrice au festival international du film de Valladolid. En 2008, la médaille d'or du mérite des beaux-arts lui est attribuée.

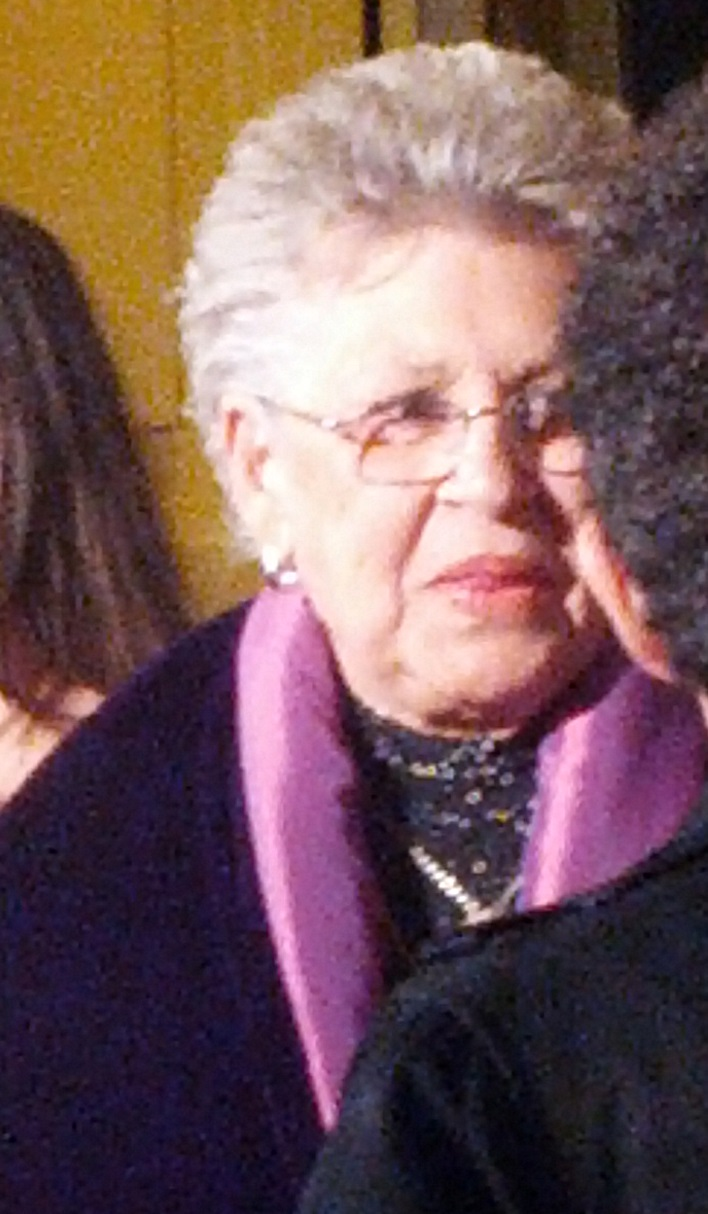
Pilar Bardem en 2012.

## Engagements
Pilar Bardem milite notamment en faveur des droits des femmes. En 2003, avec d'autres acteurs, elle manifeste au Parlement pour s'opposer à la guerre d'Irak soutenue par le gouvernement de José María Aznar. Elle a été engagée auprès d'Izquierda Unida.

## Famille et vie privée
Pilar Bardem naît dans une famille de comédiens. Elle est la fille de Rafael Bardem et Matilde Muñoz Sampedro (es). Son frère Juan Antonio Bardem est réalisateur.
Elle vit durant onze ans avec José Carlos Encinas Doussinague, qu'elle a épousé en 1961. Le couple a quatre enfants, dont l'un meurt en bas âge. Pilar Bardem élève les trois autres, Carlos Bardem (es), né en 1963, Mónica Bardem (es), née en 1964 et Javier Bardem, né en 1969. Doussinague meurt en 1995.

## Filmographie sélective

### Cinéma
- 1995 : Bouche à bouche (Boca a boca) de Manuel Gómez Pereira
- 1997 : Airbag de Juanma Bajo Ulloa (es)
- 1997 : En chair et en os (Carne trémula) de Pedro Almodóvar
- 1999 : Mon père, ma mère, mes frères et mes sœurs… de Charlotte de Turckheim
- 2000 : Sexo por compasión de Laura Mañá
- 2004 : María querida de José Luis García Sánchez
- 2005 : 20 centimètres de Ramón Salazar
- 2006 : La bicicleta : Aurora
- 2009 : Lili la petite sorcière, le Dragon et le Livre magique : Surulunda (voix)
- 2010 : La vida empieza hoy de Laura Mañá
- 2011 : Lili la petite sorcière : Le Voyage vers Mandolan : Surulunda
- 2015 : Rey Gitano (es)

### Télévision
- 2000-2001 : Abierto 24 horas (es) : Adela (34 épisodes)
- 2003 : Hospital Central : Isidra
- 2004 : Un, dos, tres : Nuria Casado (3 épisodes)
- 2004 : El inquilino (es) : Doña Encarna (13 épisodes)
- 2005-2007 : Amar en tiempos revueltos : Elpidia Grande (130 épisodes)
- 2011 : Doctor Mateo (es) : Doña Asunción (2 épisodes)
- 2012 : Hospital Central : mère de Gimeno
- 2013 : Cuéntame cómo pasó : Itziar (1 épisode)
- 2014-2015 : Suite 203

## Publication
- (es) La Bardem : mis memorias, Plaza & Janés, 2005, 635 p. (ISBN 9788401305337)